# Suchy Groń (Gorce)
Suchy Groń (1043 m) – niewybitny szczyt w Gorcach. Znajduje się na krótkim grzbiecie odbiegającym od Turbacza w północno-zachodnim kierunku. Na suchym Groniu grzbiet ten rozdwaja się na dwa ramiona; zachodnie ze szczytem Czarne Błota i wschodnie z grzbietem Suchy Groń. Pomiędzy nimi spływa potok Pociepnica. Wschodni i północny stok Suchego Gronia opada do potoku Turbacz.
Suchy Groń jest całkowicie porośnięty lasem, tylko na grzbiecie łączącym go z Czołem Turbacza znajduje się widokowa Średnie. Dawniej Suchy Groń wchodził w skład rezerwatu Turbacz utworzonego w 1927 r. w prywatnej własności hr. Ludwika Wodzickiego, jeszcze przed powstaniem Gorczańskiego Parku Narodowego. Dzięki temu ostał się tutaj drzewostan z bardzo starymi okazami buków i jodeł.
Suchy Groń znajduje się w granicach wsi Poręba Wielka w województwie małopolskim, w powiecie nowotarskim, w gminie Niedźwiedź.

## Szlaki turystyki pieszej
Hucisko (parking) – Oberówka – Suchy Groń – Średnie – Czoło Turbacza – Turbacz. Suma podejść ok. 650 m, czas przejścia około 2 godz. 30 min, ↓ 2 godz.